# Randal Kolo Muani
Randal Kolo Muani (Bondy, 1998. december 5. –) világbajnoki ezüstérmes francia válogatott labdarúgó, a Juventus játékosa kölcsönben a Paris Saint-Germain csapatától.

## Pályafutása

### Klubcsapatokban
A Villepinte, a Tremblay és a Torcy korosztályos csapataiban nevelkedett, mielőtt a Nantes akadémiájára került volna. 2018. július 4-én írta alá első profi szerződését a klubbal. November 30-án debütált a Saint-Étienne elleni bajnoki találkozón. 2019 augusztusában egy szezonra kölcsönbe került a Boulogne klubjához.
2022. március 4-én előszerződést kötött a német Eintracht Frankfurt csapatával. Július 1-én öt évre írt alá a német klubhoz. Augusztus 1-jén mutatkozott be a kupában az 1. FC Magdeburg ellen. Négy nappal később a bajnokságban is debütált, a Bayern München ellen 6–1-re elvesztett találkozón csapata első gólját szerezte meg. Október 26-án első UEFA-bajnokok ligája gólját szerezte meg az Olympique de Marseille ellen.
2023 nyarán, az átigazolási szezon utolsó napján igazolt a francia élvonalban szereplő Paris Saint-Germainhez. A PSG bónuszokkal együtt 95 millió eurót fizetett a játékjogáért, Kolo Muani pedig öt évre szóló szerződést írt alá. Szeptember 15-én gólpasszal mutatkozott be a Nice ellen 3–2-re elvesztett bajnoki mérkőzésen. Szeptember 24-én az Olympique Marseille elleni 4–0-ra megnyert Le Classique rangadón megszerezte első gólját a klubban. Október 25-én az első UEFA-bajnokok ligája gólját szerezte meg az olasz AC Milan csapata ellen.
2025. január 23-án a szezon végéig kölcsönbe került az olasz Juventus csapatához.

### A válogatottban
Kongói származású, de a francia korosztályos válogatottban szerepelt. Tagja volt a 2020. évi Olimpián és a 2021-es U21-es labdarúgó-Európa-bajnokságon pályára lépő válogatottnak. 2022. szeptember 15-én meghívót kapott a felnőtt válogatottba. 2022 novemberében a 2022-es labdarúgó-világbajnokságra utazó keret tagjaként Christopher Nkunku edzésen megsérült és Didier Deschamps őt hívta meg a helyére.
2022. december 14-én megszerezte első gólját a válogatottban, a Marokkó elleni elődöntőben csereként állt be, és 44 másodperccel ezután, Kylian Mbappé megpattanó lövését lőtte a hálóba. 2024. május 16-án bekerült a 2024-es labdarúgó-Európa-bajnokságra utazó 25 fős keretbe.

## Statisztika

### A válogatottban
2024. július 1-jei állapot szerint.
| Franciaország | Franciaország | Franciaország |
| Év            | Mérk.         | Gólok         |
| ------------- | ------------- | ------------- |
| 2022          | 5             | 1             |
| 2023          | 8             | 1             |
| 2024          | 7             | 2             |
| Összesen      | 20            | 4             |

## Sikerei, díjai

### Klub
- Nantes
  - Francia kupa: 2021–22[30]
- Paris Saint-Germain
  - Francia bajnok: 2023–24[31]
  - Francia bajnok: 2024-25
  - Francia szuperkupa: 2023[32]
  - Bajnokok ligája győztes 2024-25

### Egyéni
- Kicker Bundesliga – A szezon csapatának tagja: 2022–23[33]
- EA Sports Bundesliga – A szezon csapatának tagja: 2022–23
- A német kupa gólkirálya: 2022–23
- VDV Bundesliga – A szezon csapatának tagja: 2022–23[34]
- VDV Bundesliga – A szezon újonca: 2022–23[34]